# Desanta flexa
Desanta flexa är en insektsart som beskrevs av Medler 2000. Desanta flexa ingår i släktet Desanta och familjen Flatidae. Inga underarter finns listade i Catalogue of Life.